# Île Heard
Pour les articles homonymes, voir Heard.
L’île Heard est une île australienne située dans le Sud de l'océan Indien et faisant partie du territoire extérieur des îles Heard-et-MacDonald avec les îles McDonald ainsi que quelques autres îlots et rochers. L'île est dominée par le massif volcanique de Big Ben culminant à 2 745 mètres d'altitude au pic Mawson et recouvert de glaciers. Découverte le 27 novembre 1833, l'île sert de base pour la chasse aux phoques au XIXe siècle avant d'être abandonnée pour ne plus être visitée qu'en de rares occasions par des scientifiques au cours du XXe siècle.

## Géographie

### Localisation

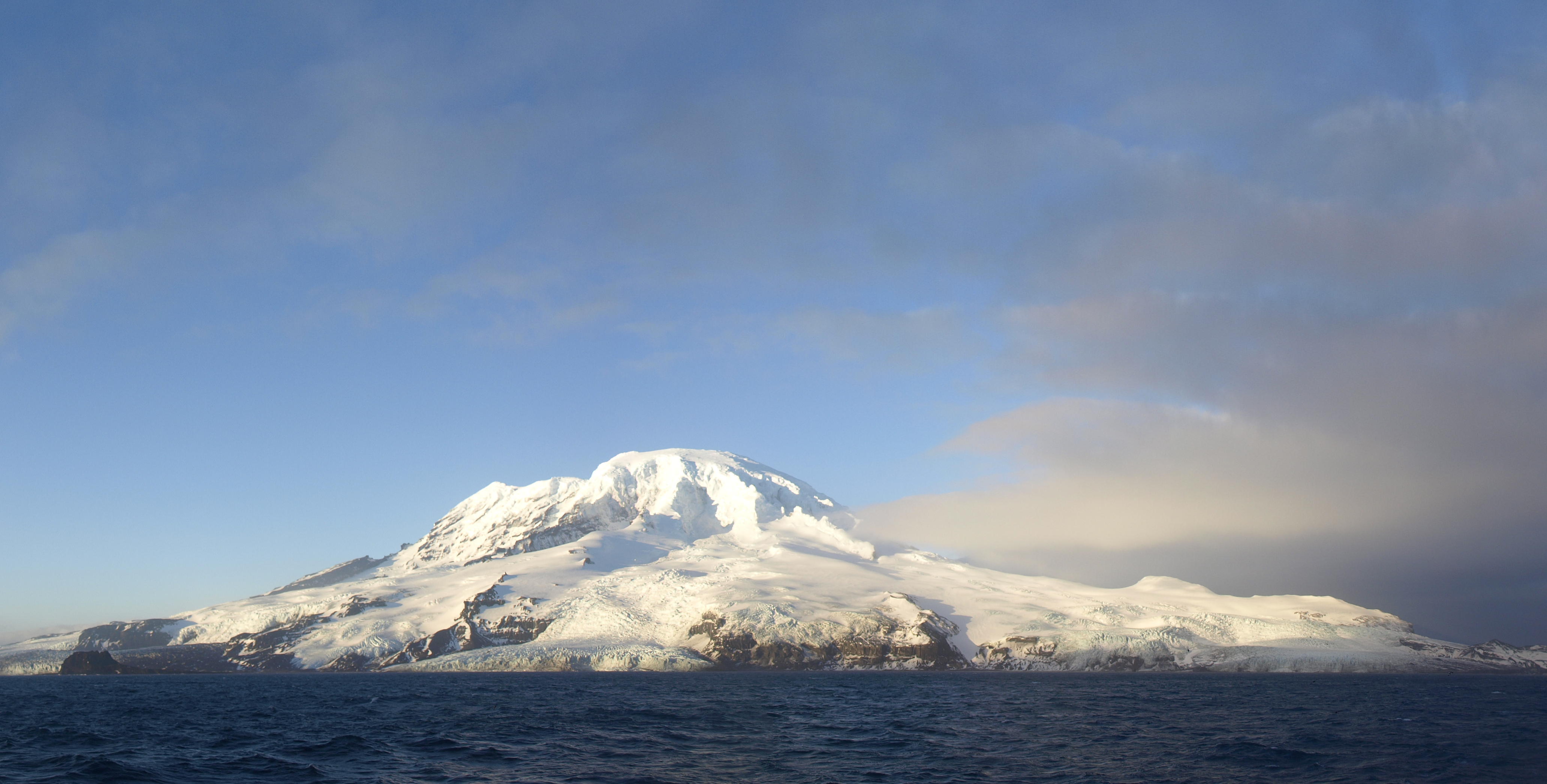
L'île Heard vue depuis le sud en 2009.

L'île Heard est située dans le Sud de l'océan Indien, entre l'Australie, Madagascar et l'Antarctique. Elle fait partie du territoire extérieur des îles Heard-et-MacDonald avec les îles McDonald distantes de 43 kilomètres à l'ouest ainsi que quelques autres îlots et rochers.

### Topographie
D'une superficie de 368 km2, l'île Heard est composé de deux ensembles réunis par un isthme : la majorité de l'île est composée du massif volcanique de Big Ben culminant à 2 745 mètres d'altitude au pic Mawson auquel se rattache au nord-ouest la péninsule Laurens culminant à 715 mètres d'altitude au pic Anzac.

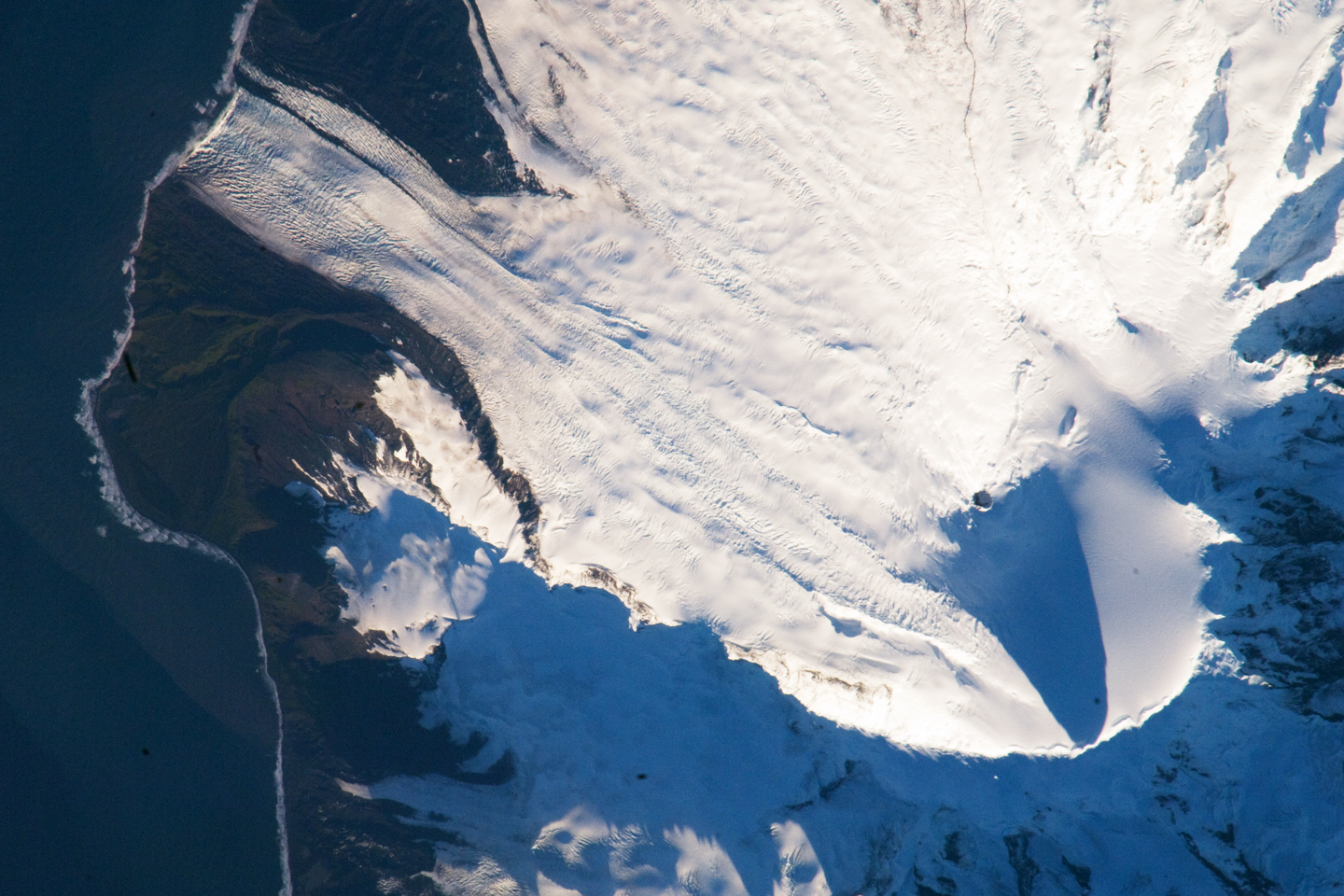
Image satellite du pic Mawson inscrit dans la caldeira du massif Big ben et entouré par des glaciers.

Le pic Mawson s'inscrit dans la caldeira du Big Ben en forme de fer à cheval de cinq à six kilomètres de diamètre et ouvert sur l'océan Indien en direction du sud-ouest. Les glaciers qui recouvrent le massif volcanique couvrent 80 % de l'île, rendant difficile la compréhension de sa géologie. Le pic Mawson est le point culminant de l'Australie devant le mont Kosciuszko.
L'île n'est accessible qu'au niveau de l'isthme à l'anse Atlas lorsque la mer n'est pas trop agitée. Une station de l'ANARE, aujourd'hui en ruines, a été construite à l'est de l'anse.

### Géologie
L'originalité géologique de l'île Heard est illustrée par la présence de niveaux de calcaires fossilifères datant de l'Éocène et recoupés par des injections de lave datant du Mio-Pliocène. Ces formations sont plus anciennes que le massif de Big Ben qui date du Pléistocène.
Les études géologiques ont été effectuées lors des très brefs passages des missions scientifiques du Gauss en 1902, du Discovery II en 1929, d'Edgar Aubert de la Rüe en 1929 puis depuis 1963 par les missions estivales de l'ANARE.

### Climat
Le climat est subantarctique avec un ensoleillement variant entre une et trois heures selon la période de l'année.
L'Ile Heard a un climat de type ET (Polaire de toundra) avec comme record de chaleur 16,8 °C le 24/2/2009 et comme record de froid −8,3 °C le 20/9/1997. La température moyenne annuelle est de 2,4 °C.
| Mois                              | jan. | fév. | mars | avril | mai  | juin | jui. | août | sep. | oct. | nov. | déc. | année |
| --------------------------------- | ---- | ---- | ---- | ----- | ---- | ---- | ---- | ---- | ---- | ---- | ---- | ---- | ----- |
| Température minimale moyenne (°C) | 3    | 3,2  | 3,3  | 2,3   | 1,4  | −0,3 | −0,7 | −1,4 | −1,5 | −0,2 | 0,5  | 2,2  | 0,9   |
| Température moyenne (°C)          | 4,6  | 4,8  | 4,9  | 4     | 2,9  | 0,8  | 0,7  | 0,1  | 0    | 1,2  | 1,9  | 3,6  | 2,4   |
| Température maximale moyenne (°C) | 6,1  | 6,4  | 6,4  | 5,6   | 4,3  | 2    | 2,1  | 1,6  | 1,4  | 2,6  | 3,2  | 5    | 3,8   |
| Record de froid (°C)              | −0,1 | 0,2  | −0,2 | −1,9  | −3,9 | −5,3 | −6,2 | −8,2 | −8,3 | −6,3 | −6,2 | −0,7 | −8,3  |
| Record de chaleur (°C)            | 14,2 | 16,8 | 16,2 | 15,7  | 14,7 | 11,2 | 13,3 | 14,2 | 14,7 | 13,7 | 13   | 16,5 | 16,8  |

## Histoire

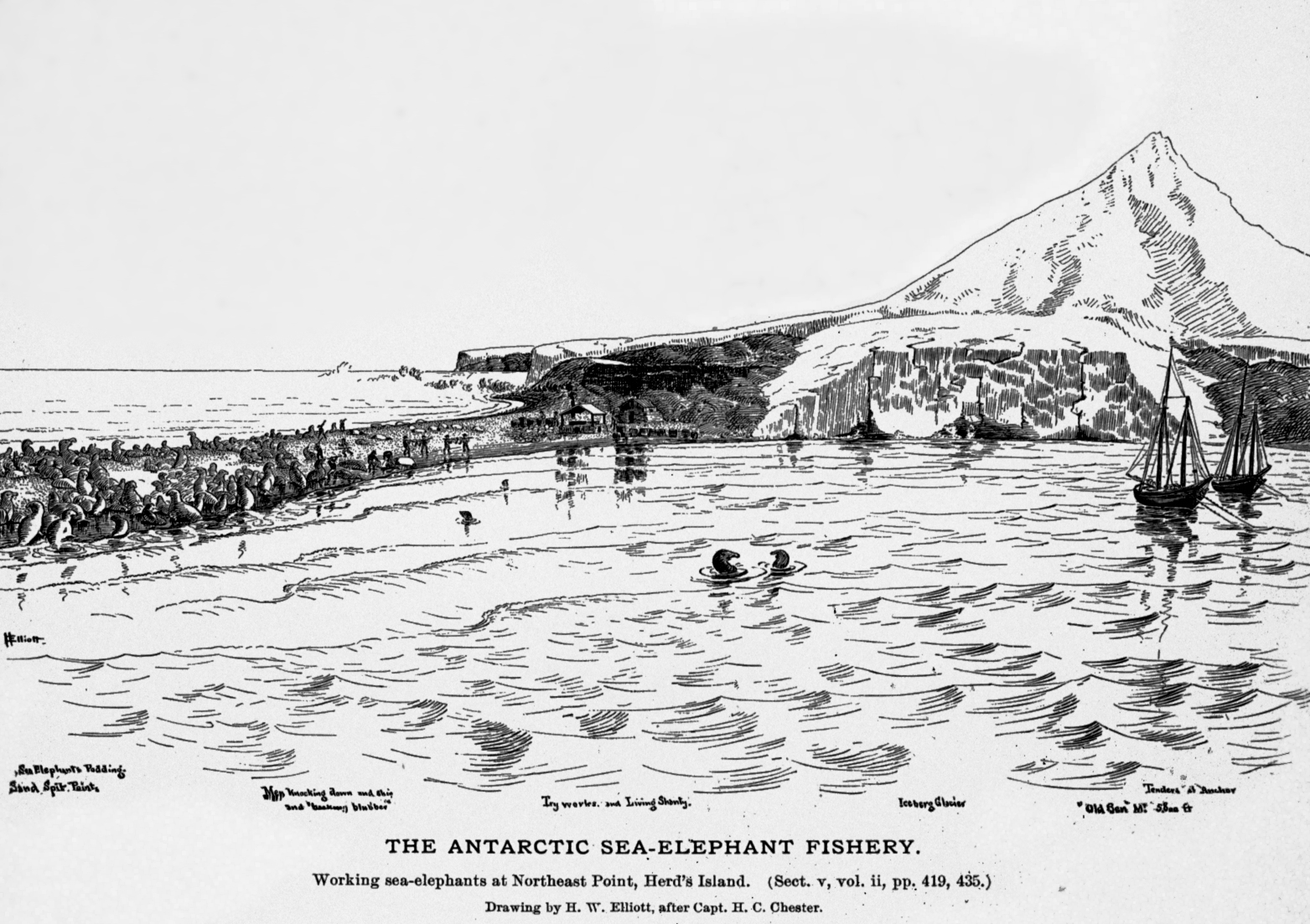
Scène de chasse aux éléphants de mer au niveau de l'isthme de l'île Heard au XIXe siècle.

La première personne à avoir aperçu de façon probable l'île Heard est Peter Kemp, un chasseur de phoques britannique qui la découvre le 27 novembre 1833 lors d'un voyage sur le Magnet depuis les îles Kerguelen vers l'Antarctique. Il aurait inscrit cette observation dans son journal de bord de 1833.
Le capitaine John Heard, un chasseur de phoques américain voyageant sur l’Oriental entre Boston et Melbourne, observe à nouveau l'île le 25 novembre 1853. Il rapporte sa découverte le mois suivant et l'île est baptisée en son nom.
Le premier débarquement connu sur l'île date de mars 1855 lorsque des chasseurs de phoques du Corinthian conduit par le capitaine Erasmus Darwin Rogers y débarquent à un emplacement nommé Oil Barrel Point. Entre 1855 et 1880, un certain nombre de chasseurs de phoques américains y passent un an ou plus dans des conditions effroyables. Au maximum, la communauté compte 200 personnes. En 1880, les phoques sont en grande partie décimés et les chasseurs désertent l'île. Au total, plus de 100 000 barils d'huile de phoque sont produits.
En janvier 1929, Edgar Aubert de La Rüe la visite. Elle appartient alors au Royaume-Uni. Il la décrit ainsi : « À moins de 500 kilomètres au sud-est des Kerguelen, l'île Heard offre déjà une physionomie toute polaire avec sa puissante calotte de glace plongeant un peu partout dans la mer, n'épargnant que de rares escarpements rocheux et quelques petits cônes volcaniques récents et disséminés à sa périphérie ».
L'île Heard et les autres îles du territoire reviennent à l'Australie en 1947. En décembre 1947, le HMAS Wyatt Earp visite l'île dans l'espoir de fonder une station scientifique permanente à Atlas-Cove. La station est finalement fermée dès 1955, après avoir réalisé différents travaux géophysiques, biologiques et météorologiques.
Les îles sont inscrites sur la liste du patrimoine mondial de l'UNESCO en 1997. Jusque dans les années 1950, l'île Heard est alors visitée par des équipes scientifiques à l'anse Atlas.
L'ascension du massif de Big Ben et du pic Mawson a été réalisée en 1965 par une expédition australienne dirigée par W. Deacock et amenée sur l'île par le ketch Patanela barré par le navigateur H. W. Tilman.

## Navigation
L'île située dans l'océan Indien Sud est une marque de passage à laisser obligatoirement à tribord par les navigateurs du Vendée Globe.